# 石堂寺
石堂寺（いしどうじ）は、千葉県南房総市石堂にある、天台宗の寺院。山号は長安山。院号は東光院。本尊は十一面観世音菩薩。

## 概要
伝承では726年（神亀3年）行基の開創という。また708年（和銅元年）奈良の僧・恵命と東照が創建し、851年～854年（仁寿年間）円仁（慈覚大師）が再興したともいうが、これらはどこまで史実を伝えるものかは定かでない。
当初は「石塔寺」と称し、近江国（滋賀県）の阿育王山石塔寺と上野国（群馬県）の白雲山石塔寺（妙義大権現境内）とともに日本三塔寺に数えられたという。1487年（文永19年）の火災で全焼するが、当地を支配していた丸氏の援助で、1522年（大永2年）までに再興された（火災は1486年（文永18年）ともいう）。室町時代末期、当寺で養育された足利頼氏の幼名石堂丸にちなみ、「石塔寺」を「石堂寺」に改めたという。

## 文化財

### 重要文化財（国指定）
- 石堂寺 2棟
  - 本堂（附 厨子、棟札、庫裏） - 1513年（永正10年）頃建立。寄棟造妻入り、銅板葺き。大正5年（1916年）05月24日指定。
  - 多宝塔（附 棟札、古材36点） - 寺に伝わる文書には天文14年（1545年）建立とあり、塔の相輪（仏塔の屋上にある棒状の部分）には天文17年（1548年）の銘がある（文化庁では後者を建立年としている）。平成4年（1992年）08月10日指定。
- 石堂寺薬師堂（附 棟札）

本堂東側の一段高い場所に建つ。1575年（天正3年）建立。寄棟造茅葺き。石堂寺の北方の南房総市（旧丸山町）石堂原から1971年移築したもの。昭和43年（1968年）04月25日指定。
- 木造十一面観音立像 - 平安時代の作品。大正5年（1916年）08月17日指定。

### 千葉県指定文化財
- 石堂寺山王宮
- 木造千手観音坐像

### 南房総市指定文化財
- 里見文書
- 石堂寺本堂再建文書
- 輪王寺一品親王文書
- 金剛盤
- 磬
- 梵鐘
- 宝篋印塔
- 鐘楼
- 絵画出山の釈迦
- 不動明王画像
- 達磨画像
- 足利頼氏公開連文書
- 木造持国天立像
- 木造廣目天立像
- 木造毘沙門天立像
- 木造元三大師坐像
- 木造足利頼氏坐像 附位牌
- 刀剣
- 絹本著色聖徳太子像

## 縁日・行事
- 1月1日 修正会
- 1月18日 初縁日
- 2月3日頃 節分祭
- 8月18日 夏縁日
- 12月31日 除夜の鐘

## 交通アクセス
- 館山日東バス石堂寺前バス停下車。

## 隣の札所
安房国札三十四観音霊場
19 普門寺 -- 20 石堂寺 -- 21 智光寺